# (8505) 1990 YK
A (8505) 1990 YK a Naprendszer kisbolygóövében található aszteroida. Ueda Szeidzsi és Kaneda Hirosi fedezte fel 1990. december 19-én.